# Chlorodynerus loeffleri
Chlorodynerus loeffleri är en stekelart som beskrevs av Giordani Soika 1957. Chlorodynerus loeffleri ingår i släktet Chlorodynerus och familjen Eumenidae. Inga underarter finns listade i Catalogue of Life.